# 13ª Mostra internazionale d'arte cinematografica di Venezia
La 13ª edizione della Mostra internazionale d'arte cinematografica di Venezia si è svolta a Venezia, Italia, dal 20 agosto al 12 settembre del 1952.
Il premio al Miglior Film continua a chiamarsi "Leone di San Marco": non vengono assegnati né la Coppa Volpi alla miglior attrice, né il Leone d'argento (quest'ultimo premio verrà disatteso fino al 1957). Ingrid Bergman era stata proclamata vincitrice della Coppa Volpi alla miglior attrice, ma il premio non le venne assegnato nel 1952 perché doppiata (da Lydia Simoneschi) nella versione presentata alla Mostra. Nel 1992 però il premio le venne conferito postumo. A ricevere il premio fu il figlio Roberto Rossellini.
Tra i film celebri in concorso: Un uomo tranquillo di John Ford, Morte di un commesso viaggiatore di László Benedek, Europa '51 di Roberto Rossellini: inoltre, uno dei capolavori del cinema giapponese, La vita di O-Haru - Donna galante di Kenji Mizoguchi che, assieme al precedente Rashomon di Kurosawa, premiato nell'edizione dell'anno prima, contribuì non poco alle fortune e alla conoscenza del cinema giapponese nel mondo occidentale.

## Giuria e premi
La giuria era così composta:

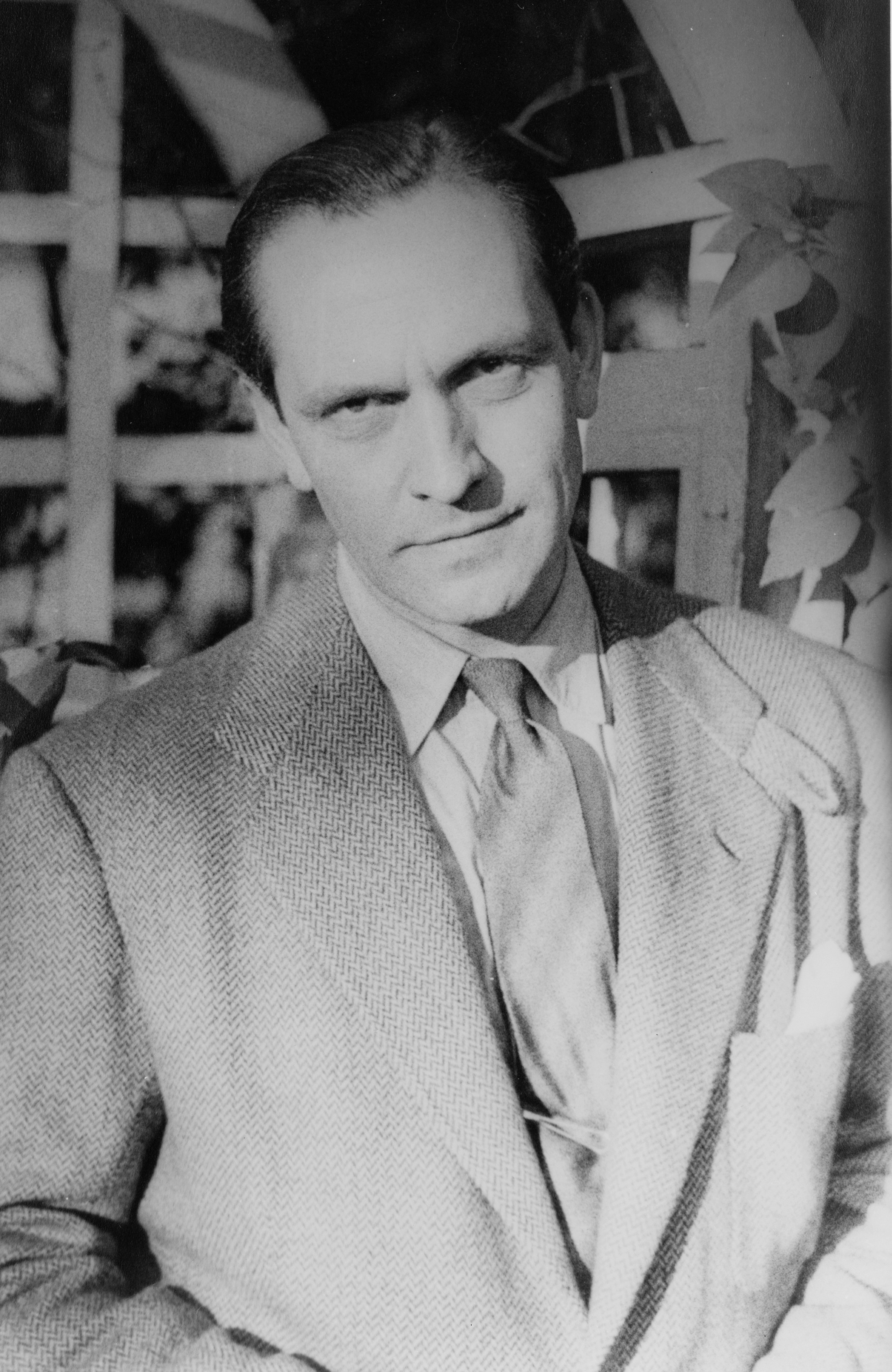
Fredric March, Coppa Volpi 1952

- Mario Gromo (presidente, Italia); Filippo Sacchi, Enrico Falqui, Pericle Fazzini, Enzo Masetti, Sandro De Feo, Luigi Rognoni, Carlo Trabucco, Giuseppe Ungaretti (Italia).

I principali premi distribuiti furono:
- Leone d'oro (Leone di San Marco) al miglior film: Giochi proibiti (Jeux interdits) di René Clément
- Coppa Volpi al miglior attore: Fredric March per Morte di un commesso viaggiatore (Death of a Salesman)
- Coppa Volpi alla miglior attrice: Ingrid Bergman per Europa '51
  - NOTA: La Coppa Volpi non le venne assegnata nel 1952 perché doppiata (da Lydia Simoneschi) nella versione presentata alla Mostra.[1] Nel 1992 però le venne conferita postuma. A ricevere il premio fu il figlio Roberto Rossellini.[2]
- Premio Speciale della Giuria: Mandy, la piccola sordomuta di Alexander Mackendrick